# Acatenango
De Acatenango is een vulkaan in de departmenten Chimaltenango en Sacatepéquez in Guatemala. De stratovulkaan is met 3976 meter een van de hoogste vulkanen van Centraal-Amerika. Uitbarstingen zijn gerapporteerd in 1924-1927 en 1972.
Ongeveer twee kilometer zuidelijker ligt de Volcán de Fuego en op ongeveer 14 kilometer naar het zuidoosten de Volcán de Agua.